# Valentin Cojocaru
Valentin Alexandru Cojocaru (* 1. Oktober 1995 in Bukarest) ist ein rumänischer Fußballspieler, der Torwart ist.

## Karriere

### Verein
Cojocaru wechselte im Jahr 2007 in die Jugend von Steaua Bukarest und kam im Jahr 2010 im Alter von 15 Jahren in den Kader der zweiten Mannschaft. Bereits ein Jahr später stieg er in die erste Mannschaft auf. Am 7. Mai 2013 kam er im Spiel gegen Gloria Bistrița zu seinem ersten Einsatz, als er Stammtorwart Ciprian Tătărușanu ersetzte. Steaua stand zu diesem Zeitpunkt bereits als Meister 2013 fest. In der Saison 2013/14 kam er als dritter Torwart hinter Tătărușanu und Florin Niță nicht zum Zuge. In der Spielzeit 2014/15 wechselte er sich mit Niță in der Rolle des Stellvertreters der neuen Nummer eins Giedrius Arlauskis ab. Cojocaru kam auf sieben Einsätze und gewann seinen dritten Meistertitel. Nachdem Arlauskis Steaua zu Beginn der Saison 2015/16 zum FC Watford verlassen hatte, wurde er dessen Nachfolger. Am achten Spieltag löste ihn Niță als Nummer eins ab. Im August 2016 wurde Cojocaru für ein Jahr an den FC Crotone in die italienische Serie A ausgeliehen. Dort kam er als Stellvertreter von Alex Cordaz nicht zum Einsatz, sodass die Leihe im Januar 2017 aufgelöst wurde und Cojocaru an den Zweitligisten Frosinone Calcio verliehen wurde.
Zwischen Juli und September 2017 war er vereinslos, bevor er sich Apollon Limassol anschloss. Nach noch nicht einmal einem halben Jahr wechselte er zurück nach Rumänien zu Farul Constanța, damals noch FC Viitorul. Anfang 2020 wurde er bis zum Saisonende an den FC Voluntari ausgeliehen. Im Juli 2021 wechselte Cojocaru in die Ukraine zum SK Dnipro-1, doch schon neun Monate später wurde der Torhüter wegen des Russischen Überfalls auf die Ukraine bis zum Saisonende an Feyenoord Rotterdam verliehen. Dort kam er allerdings zu keinem Pflichtspieleinsatz.
Cojocaru wechselte Mitte Juni 2022 fest zum belgischen Erstligisten Oud-Heverlee Löwen, wo er einen Vertrag mit einer Laufzeit von drei Jahren unterschrieb. In seiner ersten Saison stand er bei allen möglichen 34 Ligaspielen auf dem Platz. In den ersten drei Spielen der neuen Saison wurde er ebenfalls eingesetzt; in den nächsten dreien nicht. Anfang September 2023 wurde er für den Rest der Saison mit anschließender Kaufoption an den polnischen Verein Pogoń Stettin ausgeliehen.

### Nationalmannschaft
Cojocaru war bis 2016 für diverse rumänische Jugendauswahlmannschaften aktiv. Am 15. November 2016 berief Nationaltrainer Christoph Daum den Torhüter dann in sein Aufgebot für das Freundschaftsspiel der A-Nationalmannschaft gegen Russland (0:1), setzte ihn aber nicht ein.

## Erfolge
- Rumänischer Meister: 2013, 2014, 2015
- Rumänischer Superpokalsieger: 2013, 2019
- Rumänischer Pokalsieger: 2015, 2019
- Rumänischer Ligapokalsieger: 2015, 2016